# Reza Abbasi
Agha Reza-e Abbasi (anche solamente Reza Abbasi o Reza; 1565 – 1635) è stato un miniaturista, pittore e calligrafo persiano, il più importante della scuola di Esfahan che fiorì durante il periodo safavide sotto il patronato di Shah Abbas I.

## Biografia
Le numerose varianti del nome di questo artista ne hanno reso difficile lo studio. Il cronista safavide Qazi Ahmad afferma che Reza Abbasi era figlio di 'Ali Asghar, un artista attivo alla corte safavide dal 1525 al 1577 circa, e che visse a Mashhad per quasi un decennio tra il 1560 e il 1570. L'artista operò in un momento in cui i ritratti a pagina singola e le scene di genere realizzate per album (muraqqa) avevano sostituito le illustrazioni manoscritte come principale fonte di reddito per gli artisti di corte.
Dal 1591, anno del suo primo disegno datato (Uomo con tazza, Istanbul, Palazzo di Topkapı), fino al 1603, anno in cui si firmò per la prima volta con il nome Reza-e Abbasi nel disegno Donna inginocchiata (San Pietroburgo, Ermitage), disegnò principalmente con un raffinato stile calligrafico, delineando le curve con una linea di spessore variabile e raffigurando le pieghe dei drappeggi con tratti d'inchiostro. I suoi soggetti preferiti furono giovani, lavoratori e dervisci.
Gli si attribuisce l'illustrazione di una copia dello Shāh-Nāmeh redatta per Shah Abbas I, sovrano che conferì all'artista il titolo di Abbasi dopo il 1598, anno in cui la corte safavide venne trasferita a Esfahan. Successivamente Reza Abbas visse un momento di declino dedicandosi a ritrarre lottatori e personaggi di bassa lega. Rimasto a corto di finanze, nel 1610 tornò a ritrarre cortigiani, tuttavia le sue opere di inizio Seicento non sono paragonabili a quelle del miglior periodo, il ché denota una certa involuzione dell'artista. Nell'ultimo decennio di vita Reza satireggiò sempre più i suoi modelli, come dimostra il ritratto del 1634 di Un europeo che dà da bere al suo cane (Detroit Institute of Arts).
I disegni dei suoi ultimi anni di vita ispirarono gli artisti a lui successivi, come il suo discepolo Mu'in Musavvir, Muhammad Yusuf e Muhammad Qasim Tabrizi.

## Galleria d'immagini

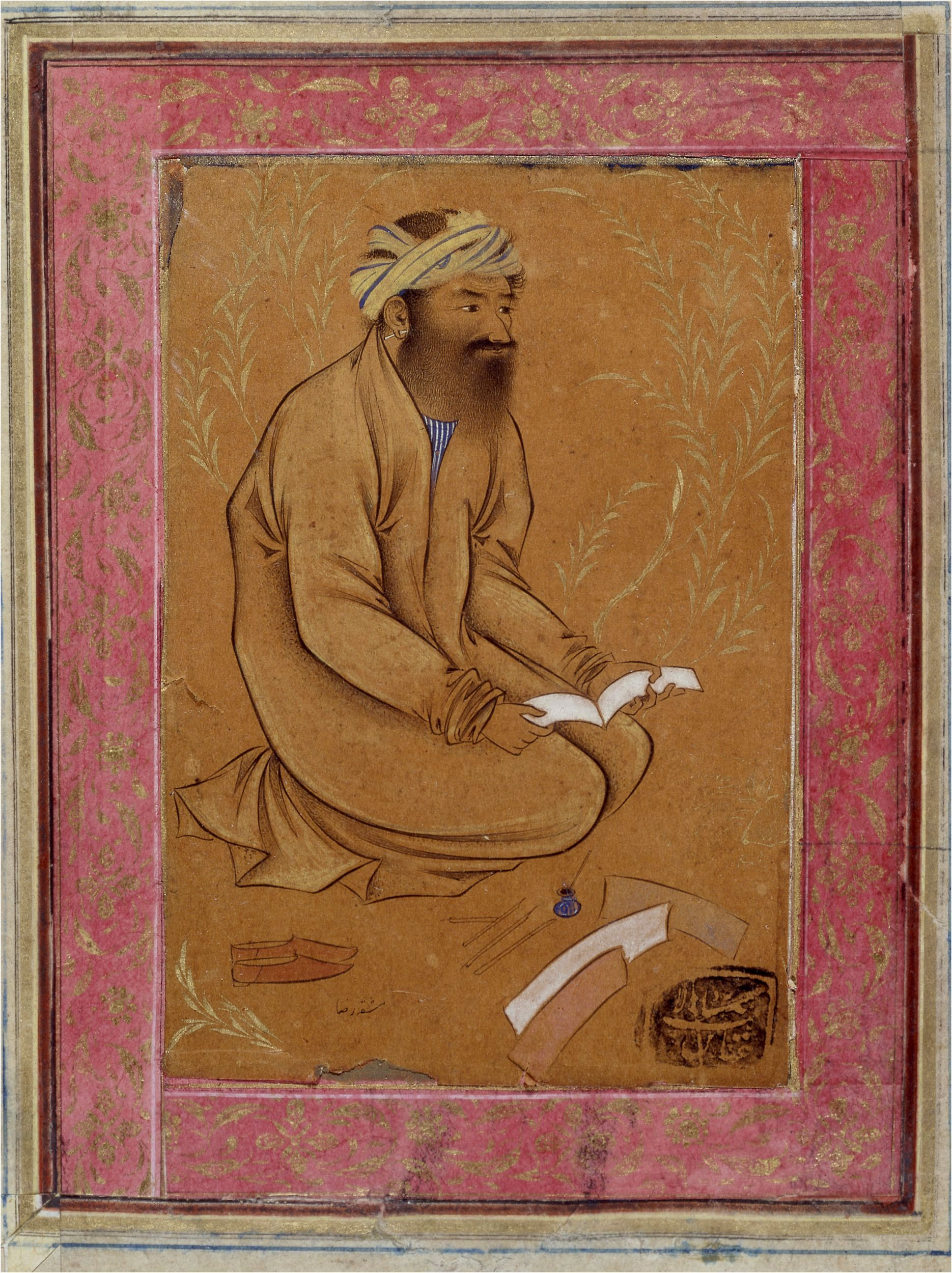
Calligrafo, 1600 circa, British Museum
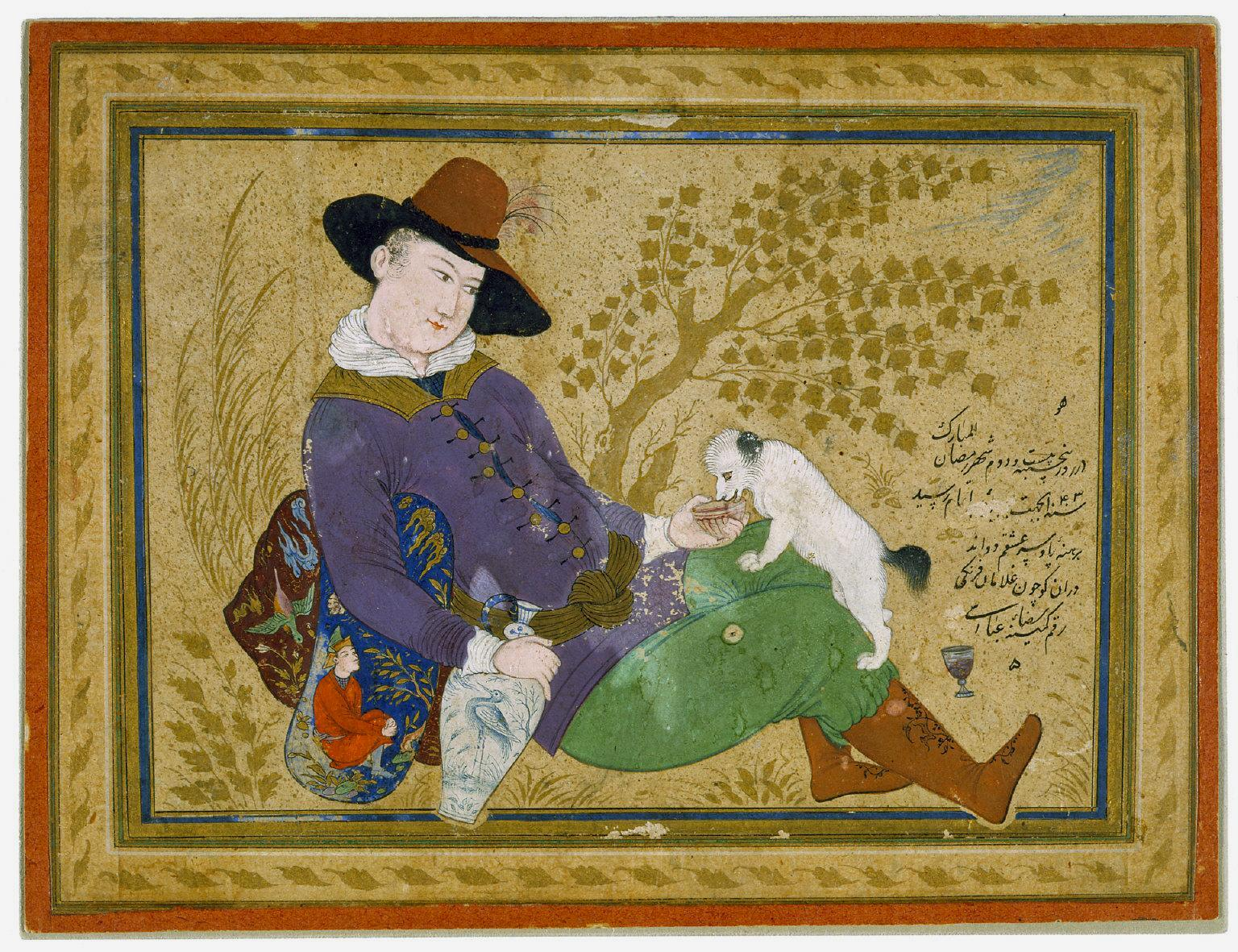
Giovane portoghese, 1634, Detroit Institute of Arts
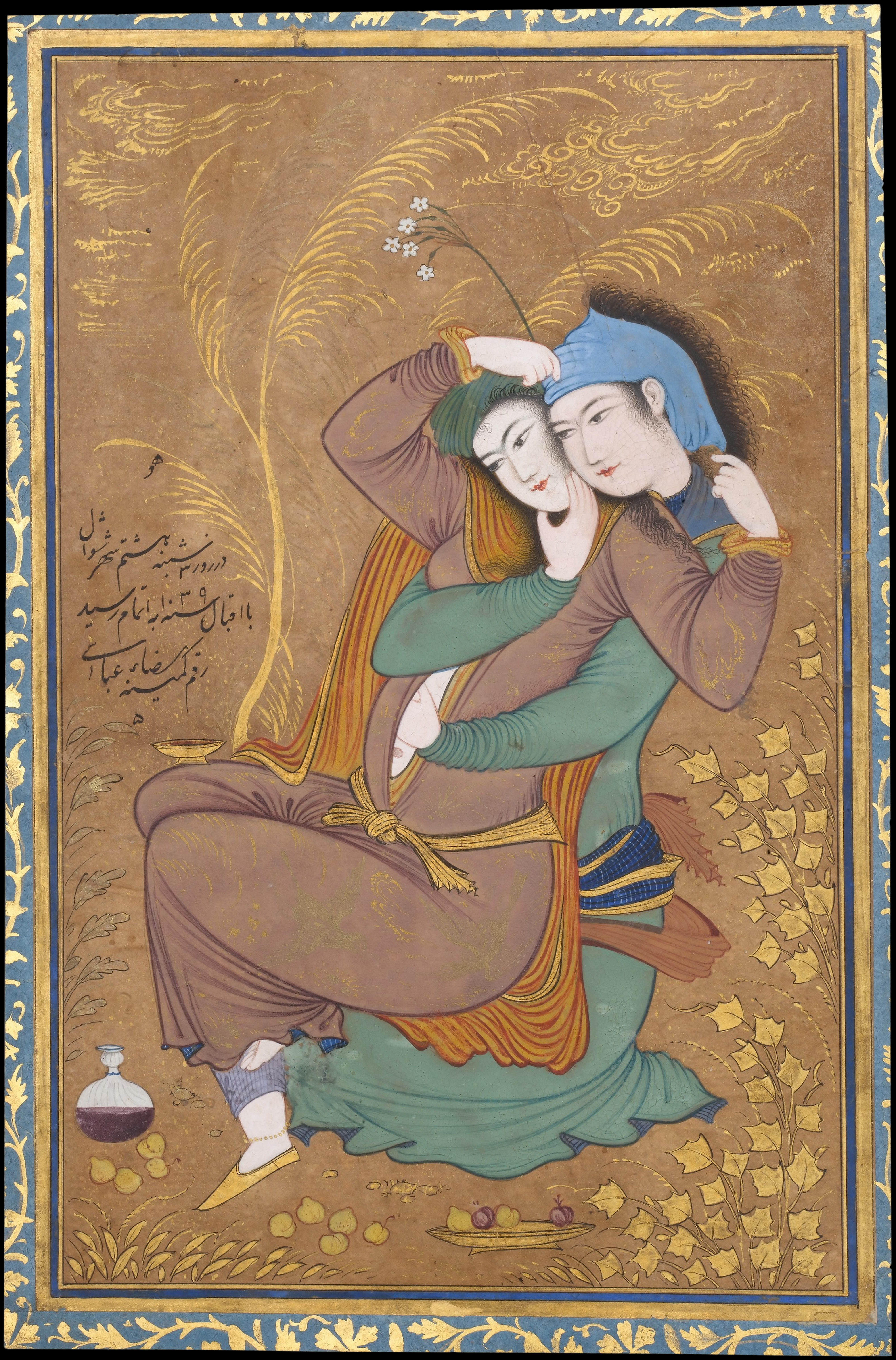
Gli amanti, 1630, Metropolitan Museum of Art
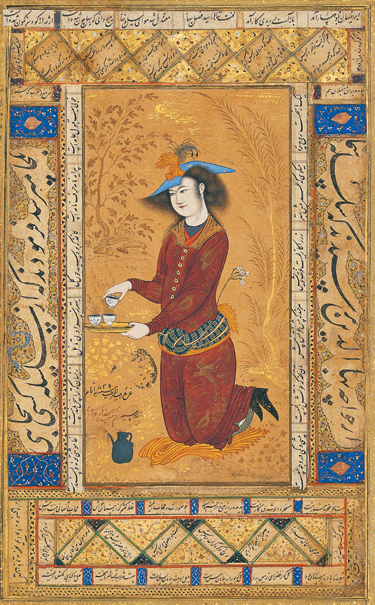
Saki, 1620 circa, illustrazione tratta dal Muraqqah-e Gulshan
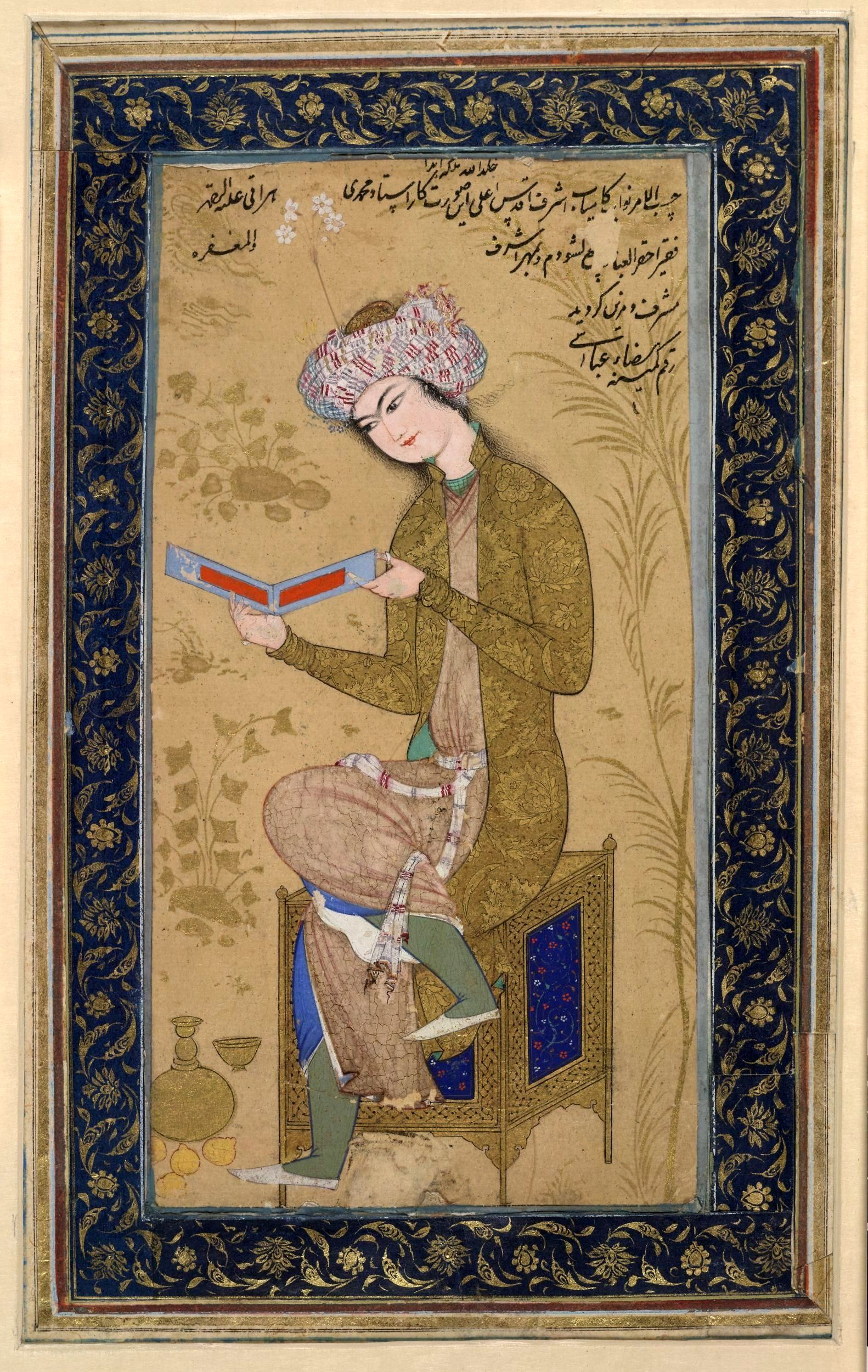
Giovane che legge, 1625 circa, British Museum